# IF Björklöven
IF Björklöven – szwedzki klub hokejowy z siedzibą w Umeå.

## Dotychczasowe nazwy

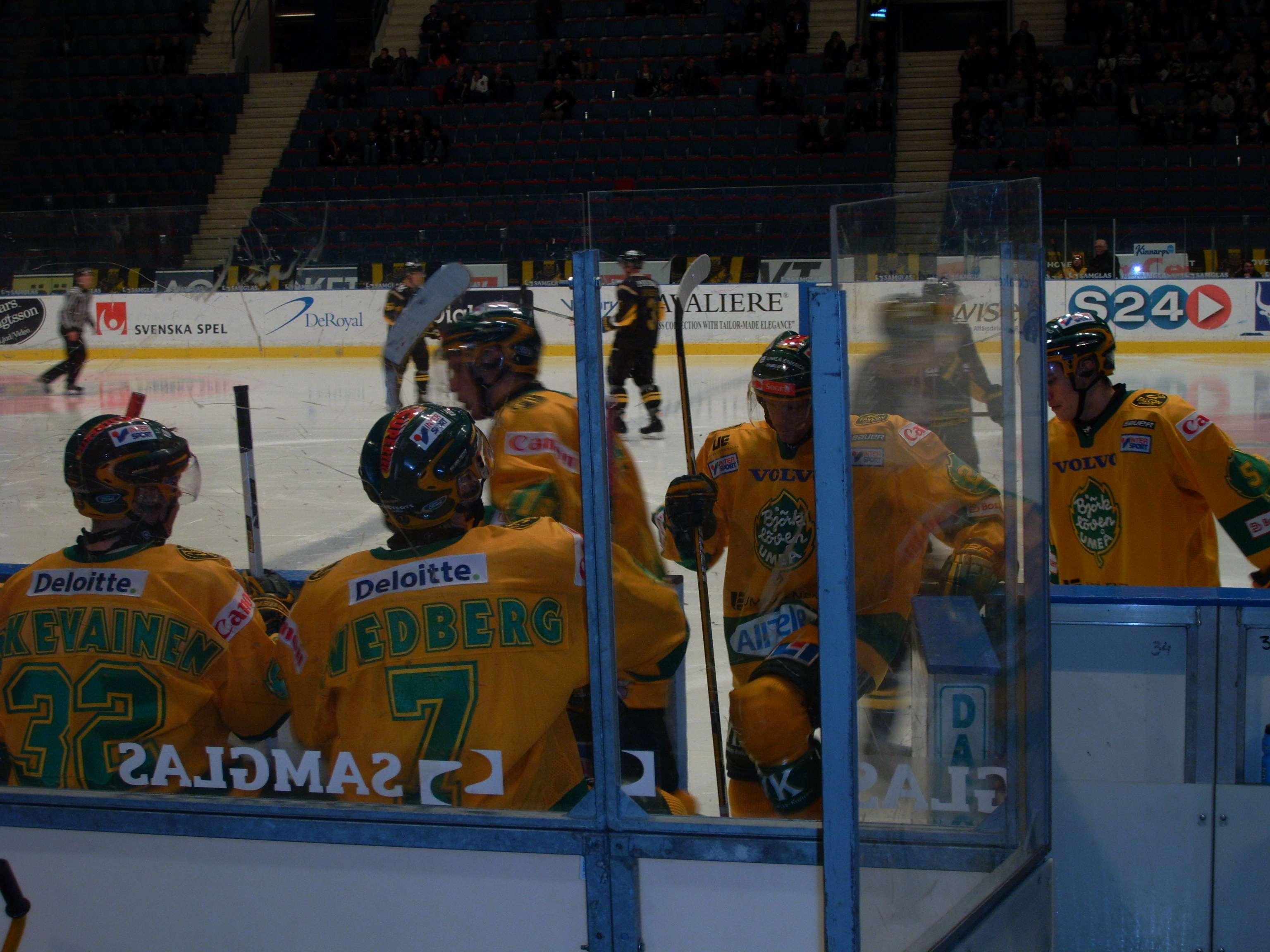
Zawodnicy klubu

- IFK Umeå (1901–1970)
- Fusion mit SSK Umeå (1970)
- IF Björklöven (1971–1995)
- Björklöven Lynx (1995–1998)
- IF Björklöven (od 1998)

## Sukcesy
- Złoty medal mistrzostw Szwecji: 1987
- Srebrny medal mistrzostw Szwecji: 1982, 1988
- Złoty medal Allsvenskan: 1976, 1998, 2000, 2002

## Zawodnicy
W klubie występowali m.in. Ulf Dahlén, Calle Johansson, Igor Matuszkin, Czech Marián Kacíř, Łotysze Aleksandrs Ņiživijs, Miķelis Rēdlihs, Szwed polskiego pochodzenia Michal Zajkowski.
Zastrzeżone numery
1. 9 – Aleksandrs Beļavskis
2. 17 – Patrik Sundström
3. 23 – Roger Hägglund
4. 27 – Tore Ökvist